# Lyman Beecher
Pour les articles homonymes, voir Beecher.
Lyman Beecher, né le 12 octobre 1775 à New Haven dans le Connecticut et mort le 10 janvier 1863 à Brooklyn dans l'État de New York, est un pasteur américain, théologien presbytérien de la tradition du Grand réveil, cofondateur et responsable de la Société américaine de tempérance.

## Biographie

### Jeunesse et formation
Lyman Beecher est le fils de David Beecher, un forgeron, et d'Esther Hawley Lyman. Sa mère meurt peu après sa naissance et il est élevé par sa tante maternelle, Catharine Benton, et son mari Lot Benton. Il fait ses études à l'université Yale, où il suit notamment l'enseignement de Timothy Dwight (en), le président de l'université. Il est diplômé en 1797, puis fait des études de théologie à la faculté de théologie de Yale pour devenir pasteur.

### Carrière
Il est ordonné pasteur en 1799, à East Hampton, Long Island. Il prêche le Réveil avec beaucoup de succès et est souvent invité à prêcher dans d'autres paroisses de New York et de Nouvelle-Angleterre. Il est attentif à adapter les dogmes calvinistes pour les rendre acceptables dans la société de son époque, marquée par le rationalisme et l'individualisme. Il agit en faveur de l'effort missionnaire, aussi bien aux États-Unis qu'à l'étranger, en diffusant des Bibles et de la littérature chrétienne, et en favorisant la création de séminaires de théologie protestante. Il s'engage en faveur d'un partenariat entre l'église congrégationaliste et l'église presbytérienne.
En 1810, il est nommé pasteur de l'église congrégationaliste de Lichfield. Il joue un rôle important dans la création de la société biblique américaine, et de deux magazines, le Christian Spectator et le Connecticut Observer.
En lien avec Nathaniel William Taylor, il favorise l'émergence du mouvement connu comme la « théologie de New Haven », du nom de la ville où Taylor est pasteur, et de l'enseignement de cette théologie à la faculté de théologie de Yale. Il s'agit notamment d'éviter les considérations théologiques sur les notions de prédestination et de péché originel, mais de mettre l'accent sur la responsabilité humaine et la piété personnelle.
En 1826, il devient pasteur à Boston, où il manifeste son opposition à l'unitarisme. Il fonde un journal pour diffuser ses idées, le Spirit of the Pilgrims, en 1828. Il attaque aussi l'autoritarisme catholique dans une série de conférences en 1931 et à l'importance croissante de cette Église aux États-Unis, malgré ce qu'il considère comme des valeurs peu compatibles avec l'esprit démocratique américain. Il est progressivement identifié comme appartenant à la frange libérale du mouvement évangélique.
Il s'intéresse aux possibilités missionnaires dans les nouveaux territoires de l'Ouest, et en 1832, il accepte un poste de professeur de théologie et de président du Lane Theological Seminary de Cincinnati, dans l'Ohio.

### Fin de vie et postérité
Plusieurs de ses onze enfants sont des personnalités américaines. Ses sept fils deviennent pasteurs, plusieurs de ses enfants s'illustrant dans le combat abolitionniste. Le pasteur Henry Ward Beecher est renommé pour ses prédications, l'écrivaine Harriet Beecher Stowe est largement connue pour son livre La Case de l'oncle Tom qui popularise les scandales de l'esclavagisme, et Catharine Beecher est une pionnière de l'éducation.
Il meurt le 10 janvier 1863 à Brooklyn et est inhumé au Grove Street Cemetery de New Haven.

### Vie familiale
Lyman Beecher s'est marié trois fois. En 1799, il épouse Roxana Foote, le couple a huit enfants: 
- Catharine Esther Beecher (1800-1878)
- William Henry Beecher (1802 – 1889)
- Edward Beecher (1803 – 1895)
- Mary Foote Beecher Perkins (1805-1900)
- George Beecher (1809-1843)
- Harriet Elizabeth Beecher (1811-1896)
- Henry Ward Beecher (1813-1887)
- Charles Beecher (1815 –1900)

Roxana meurt en 1816 et il se remarie en 1817 avec Harriet Porter. Le couple donne naissance à trois enfants :
- Isabella Holmes Beecher Hooker (1822-1907)
- Thomas Kinnicut Beecher (1824-1900
- James Chaplin Beecher (1828-1886)

Harriet meurt en 1835 et Lyman Beecher se remarie avec Lydia Beals, le couple n'a pas d'enfant.